# Juno I
Il Juno I fu un veicolo statunitense per il lancio di satelliti artificiali, inventato da Wernher von Braun e derivato dal razzo Jupiter-C. In pratica consisteva in un razzo a tre stadi Jupiter-C con l'aggiunta di un quarto stadio posto nella parte superiore. Il quarto stadio era costituito da un razzo MGM-29 Sergeant a propellente solido, capace di generare una spinta di 680 kgf; in tal modo avrebbe raggiunto la velocità necessaria per entrare in orbita insieme al satellite montato sopra di esso.
Il Juno I era lungo complessivamente 21,20 metri, aveva un diametro di 1,78 metri e pesava 29.060 kg; poteva mettere in orbita un carico di 15 kg. Il Juno I fu lanciato per la prima volta il 31 gennaio 1958 e mise in orbita il primo satellite statunitense, l'Explorer 1. L'ultimo lancio del Juno I fu effettuato il 23 ottobre 1958.